# T.F. Nelson Mound
De T.F. Nelson Mound (of Beehive Stone Mounds) is een archeologische site die bestaat uit bijenkorf-vormige, stenen graven, gevonden in een mound (tumulus, grafheuvel), anderhalve mijl van Patterson, Caldwell County in North Carolina in de Verenigde Staten.
The Smithsonian Institution Bureau of Ethnology Report, 1890-91 maakte melding van de opgraving op de boerderij van dominee T. F. Nelson, on the bottom land of the Yadkin, about 100 yards from the river (op de bodem van de Yadkin, ongeveer 100 meter van de rivier vandaan). Het verslag van het Smithsonian toont ook een afbeelding van de site met de stenen graven en de positie en nummering van de skeletten.
Cyrus Thomas van het Smithsonian schreef in 1884 al een verslag over de mound, waarbij hij ook 'The (W.D.) Jones Mound' en '(R.T.) Lenoir Burial Pit' noemde, met verschillende skeletten, beiden ook in Caldwell County in North Carolina. Skelet no. 8 van The Jones Mound was 'very large' (erg groot).
De mound was bijna een volmaakte cirkel, 11,58 m in diameter (38 feet), maar slechts maximaal 45 cm hoog (18 inches). Dhr. Rogan, Bureau agent van het Smithsonian, deed er diepgravend onderzoek, samen met dr. J. M. Spainhour, van Lenoir.
Er was door de oprichters van de tumulus eerst een diepte gegraven van 91 cm (3 feet), in een cirkel met een diameter van 11,58 m (38 feet). Daarin waren de doden geplaatst, sommigen in een stenen bijenkorf-vormig graf. Daarna werden ze begraven en werd er een lage mound boven hen opgericht. De menselijke overblijfselen werden genummerd en nummer 16, zonder stenen graf, werd gekenmerkt als squatter en beschreven 'of unusually large size, not less than 7 feet high when living' (van ongebruikelijk lange lengte, niet minder dan 2,13 m lang toen hij leefde).